# Maria Heloísa Penteado
Maria Heloísa de Almeida Penteado (Araraquara, 1919 – São Paulo, 2 de novembro de 2014) foi uma escritora, pintora e ilustradora brasileira de livros infantis.

## Biografia
Nasceu em Araraquara, São Paulo, onde estudou e formou-se professora primária. À época já desenhava e dedicava-se à pintura. Fez o magistério em Campinas, onde, por alguns anos, lecionou em escolas públicas.
Em 1939 mandou pela primeira vez uma história para o Estadão, que decidiu publicá-la. Mudou-se então para São Paulo, cinco anos mais tarde. No ano de 1949, Maria Heloísa começa a colaborar na Página Feminina do jornal O Estado de S. Paulo, com contos e ilustrações para crianças. Anos depois, com a criação do Suplemento Feminino deste jornal, teve sob sua responsabilidade a página infantil, que dirigiu de 1953 a 1968, escrevendo, ilustrando, criando passatempos e mantendo correspondência com elas.
Morreu na cidade de São Paulo em 2 de novembro de 2014 após ser hospitalizada com falta de ar aos 95 anos.

## Obra
Na década de 1970, com o crescimento da literatura infantil no Brasil, começou a publicar suas histórias em livros. O tema da bruxaria foi um elemento recorrente na obra da autora.

### Eventos
- Salão de Arte Paulista, de 1955 a 1958 e em 1961[2]
- Exposição com o nome da autora, "Maria Heloísa Penteado", em 1972[2]
- Feira de Bolonha, como escritora e ilustradora em 1979[3] e nas que se seguiram
- Exposição de ilustradores Era Uma Vez, em São Paulo, promovida pela Fundação Roberto Marinho em 1979[3]
- Exposição O Livro Infantil e sua Produção promovida pelo Centro de Estudos de Literatura Infantil e Juvenil (CELIJU), em 1980, em São Paulo[3]
- 2ª Mostra Itinerante de Ilustradores, que percorreu as Américas em 1980, organizada pelo Centro de Capacitación El Macaro, na Venezuela
- Mostra Comemorativa do Bicentenário dos Irmãos Grimm, em 1985, em São Paulo, com uma série de contos desses autores, adaptados e ilustrados por ela, para a Página Infantil de O Estado de S. Paulo
- Exposição Ilustradores de Livros Infantis, em 1985, promovida pelo SESC, em São Paulo
- 1ª Mostra Nacional de Ilustradores de Livros Infantis, na Bienal de 1986, pela Câmara Brasileira do Livro[3]

### Livros
- A Menina que o Vento Roubou (1977)
- Lúcia Já-Vou-Indo (1978)
- A velha Fridélia (Prêmio Jabuti de 1987)[7]
- No Reino Perdido do Beleléu
- O Rei Caracolinho e a Rainha Perna Fina (finalista no Prêmio Bienal da Câmara do Livro, em 1986)
- Rabiscou, o bicho pegou, da Série Vaga-Lume Júnior
- Nina Chuva